# Simon Stålenhag
Simon Stålenhag (20 de enero de 1984) es un artista, músico, y diseñador sueco, cuya obra se enfoca en imágenes digitales retrofuturistas y de historia alternativa, basadas en paisajes nostálgicos de la Suecia rural. La ambientación de sus obras sirvió de inspiración para la serie televisiva de Amazon Prime Video, Tales from the Loop (2020) y para la película de Netflix, Estado eléctrico (2025).

## Obra
Stålenhag creció en una zona rural cercana a Estocolmo, de la cual comenzó a hacer ilustraciones de sus paisajes, inspirado por la obra de artistas como Bruno Liljefors, Gunnar Brusewitz y Lars Jonsson. Solo se interesó por realizar dibujos de ciencia ficción después de descubrir a artistas conceptuales como Ralph McQuarrie y Syd Mead. Temáticamente, su obra suele combinar su infancia con elementos de películas de ciencia ficción, lo que da como resultado un paisaje sueco estereotípico con toques retrofuturistas. Según Stålenhag, este enfoque se origina en su falta de conexión con la idea de adultez, y con temas de ciencia ficción añadidos en parte para captar la atención de la audiencia. Estas ideas dan como resultado un cuerpo de trabajo que puede incluir robots gigantes y megaestructuras junto con objetos suecos habituales como coches Volvo y Saab.
A medida que su obra fue evolucionando, Stålenhag comenzó a crearle una historia de fondo, centrada alrededor de una instalación subterránea del gobierno. En paralelo con el declive del estado de bienestar sueco, las grandes máquinas comienzan a fallar, y su resultado final queda como un misterio. De acuerdo a una entrevista de 2013 con The Verge: «La única diferencia entre el mundo de mi arte y nuestro mundo es que [...] desde principios del siglo XX, las actitudes y los presupuestos estaban mucho más a favor de la ciencia y la tecnología».
Además de su catálogo habitual, Stålenhag también ilustró 28 cuadros de dinosaurios para las exhibiciones prehistóricas del Museo Sueco de Historia Natural, después de redescubrir su interés infantil por esas criaturas y ponerse en contacto con el museo para ofrecer su colaboración. En 2016, contribuyó con imágenes de resultados hipotéticos de un océano en aumento como consecuencia del cambio climático para el Centro de Resiliencia de Estocolmo. También hizo algunas ilustraciones promocionales para el videojuego de ciencia ficción No Man's Sky.
Stålenhag usa una tableta Wacom y computadora para realizar sus ilustraciones, que están diseñadas para parecerse a pinturas al óleo. Inicialmente intentó usar varios medios físicos para imitar un estilo más tradicional, incluyendo la acuarela y el gouache. Incluso después de cambiar a métodos digitales, ha declarado que hace «un gran esfuerzo para que los pinceles digitales se comporten de forma natural y conserven un cierto grado de "manualidad" en sus trazos». La mayoría de su trabajo se basa en fotografías preexistentes que él toma y que luego utiliza como punto de partida para varios bocetos, antes de completar el trabajo final.

## Libros y adaptaciones
La mayoría de las obras de arte de Stålenhag estaban inicialmente disponibles en línea, antes de ser puestas a la venta como impresiones. Desde entonces, se han convertido en dos libros de arte narrativo, Tales from the Loop (en sueco, Ur Varselklotet) de 2014 y Things from the Flood (en sueco, Flodskörden) de 2016. Ambos se centran en la construcción de un acelerador de partículas supermasivo llamado Loop. Más recientemente, Stålenhag ha representado una versión alternativa del oeste de los Estados Unidos en un tercer libro de arte, The Electric State, que fue financiado a través de Kickstarter. Trata sobre una niña y su compañero robótico que viajan a través del estado ficticio de Pacifica. En 2019, la editorial Roca Libros publicó una versión en español de la primera obra del autor, bajo el título Historias del bucle. En febrero de 2020, dicha editorial publicó también la última obra con el título de El estado eléctrico.
En 2016, se lanzó una campaña de Kickstarter para financiar un juego de rol de mesa llamado Tales from the Loop y basado en el libro homónimo. Varios medios de comunicación lo compararon con la serie de televisión Stranger Things. Ambientado en la década de 1980 ya sea en Estados Unidos o Suecia, los jugadores toman el papel de un grupo de adolescentes que lidian con las secuelas del Loop. Las diferentes clases de personajes son equivalentes a los roles estereotípicos de la adolescencia, por ejemplo, el «atleta», el «nerd» o el «genio informático».
Una serie de televisión, Tales from the Loop, producida por Amazon Studios en conjunto con Fox 21 Television Studios, Indio Studio y 6th & Idaho para Amazon Prime Video, se lanzó en su totalidad el 3 de abril de 2020 y adapta elementos de los libros de arte narrativo de Stålenhag. La temporada inicial comprende ocho episodios de aproximadamente una hora cada uno. Todos los guiones fueron escritos por Nathaniel Halpern, mientras que cada episodio tenía un director único, de un grupo diverso que incluía a Mark Romanek, Andrew Stanton y Jodie Foster. Los derechos para una película de The Electric State se vendieron a los hermanos Russo en 2017, y se eligió a los realizadores de It e It: Capítulo Dos, los hermanos Andy y Bárbara Muschietti, para que fueran director y productora, respectivamente. La adaptación cinematográfica, Estado eléctrico, se estrenó el 14 de marzo de 2025 a través de la plataforma de Netflix.

## Otros trabajos
Como parte de la campaña de financiamiento para The Electric State, Stålenhag produjo y lanzó un álbum de música electrónica con el mismo título para sus patrocinadores. En 2018, lanzó su segundo álbum, Music For DOS, que contiene música ambiental creada con teclados antiguos y con Impulse Tracker, un software de música para MS-DOS. Además, Stålenhag trabajó en el diseño de un videojuego de plataformas, Ripple Dot Zero, que realizó en colaboración con Tommy Salomonsson.